# Mallochohelea siricis
Mallochohelea siricis är en tvåvingeart som först beskrevs av Meillon 1961.  Mallochohelea siricis ingår i släktet Mallochohelea och familjen svidknott.
Artens utbredningsområde är Madagaskar. Inga underarter finns listade i Catalogue of Life.